# دونبلی
دونبلی یکی از روستاهای استان آذربایجان شرقی است که در دهستان کاغذکنان مرکزی بخش کاغذکنان شهرستان میانه واقع شده‌است.